# Programmet för samhälle, natur och språk
Programmet för samhälle, natur och språk är ett nationellt program i den svenska gymnasiesärskolan enligt gymnasiesärskolans läroplan GySär13. Det innehåller teoretiska moment, praktiska moment som studiebesök och fältstudier samt arbetsplatsförlagt lärade. Syftet är att "utveckla elevernas kunskaper om samhälle, individ och natur samt om hur de påverkar och påverkas av varandra". Programmet ska också förbereda eleverna för fortsatta studier på t ex folkhögskola. I utbildningen ingår bland annat naturkunskap, samhällskunskap, geografi, matematik, medieproduktion, engelska och svenska. 